# Pentelia discedens
Pentelia discedens är en skalbaggsart som beskrevs av Sharp 1881. Pentelia discedens ingår i släktet Pentelia och familjen Melolonthidae. Inga underarter finns listade i Catalogue of Life.